# Indolestes bilineatus
Indolestes bilineatus – gatunek ważki z rodziny pałątkowatych (Lestidae).